# 압스트락숑 크레아숑
압스트락숑 크레아숑(Abstraction-Création, 抽象創造派)은 1932년에 파리에서 결성된 추상미술가의 그룹을 말한다. 그 멤버는 칸딘스키, 몬드리안, 들로네, 글레즈, 반톤게를로, 곤잘레스, 브랑쿠시, 모홀리 나기, 카르더, 벤 니콜슨, 가보, 페브스너 등이며, 이것은 당시 융성하고 있던 쉬르레알리슴에 대항하여 추상미술가의 대동 단결을 절규한 것인데 한때는 400명의 미술가를 집결하는 성황을 이루었다. 기관지인 <추상·창조·비구상 예술>을 발행하여 활발하게 운동을 전개하였으나 제2차 세계대전이 발발하자 자연적으로 해소되어 버렸다. 위기적인 시대를 배경으로 하는 단기간의 운동이기도 하였으나 추상미술가를 국제적인 규모인 일파로 집결한 이 그룹의 의의는 크다고 하겠다.